# سالم الأفطس
أبو محمد سالم بن عجلان الأفطس فقيه عراقي، من فقهاء الكوفة، وراوٍ للحديث النبوي ثقةٌ، ومن مؤسسي عقيدة مرجئة الفقهاء وإخراج العمل من الإيمان، درس العلم عن الحسن البصري، وزبيد بن الحارث اليامي، وسعيد بن جبير، وعبد الله بن عمر، وعروة بن الزبير، وعطاء بن أبي رباح، وعمر بن عبد العزيز، ومجاهد بن جبر، وابن شهاب الزهري، ومكحول الشامي، وكان سالم الأفطس مولىً لمحمد بن مروان بن الحكم.

## علمه
روي عن سعيد بن جبير، وأبي عبيدة بن عبد الله بن زمعة. وكان سالم الأفطس

## الإرجاء
عن معقل بن عبيد الله الجزري العبسي قال: " قدم علينا سالم الأفطس بالإرجاء، فعرضه فنفر منه أصحابنا نفارا شديدا، وكان أشدهم ميمون بن مهران وعبد الكريم بن مالك، فأما عبد الكريم فإنه عاهد الله لا يأويه وإياه سقف بيت إلا في المسجد،[بحاجة لمصدر] وقال عبد اللَّه: سئل أبي -وأنا شاهد- عن سالم الأفطس وعبد الكريم الجزري، فقال: ما أقربهما وما أصلح حديث سالم، وعبد الكريم صاحب سنة، وسالم مرجئ، وقال عبد اللَّه: سألت أبي عن سالم بن غيلان الأفطس، فقال: ثقة في الحديث، ولكنه مرجئ، وعن عبد الرحمن قال سألت أبي عن سالم الأفطس فقال: هو سالم بن عجلان صدوق وكان مرجئا نقى الحديث، روي عنه الثوري وقال أنه كان "يري الإرجاء ويقلب الأخبار وينفرد بالمعضلات عن الثقات".

## وفاته
قتل سالم الأفطس سنة 132 هجريًا حيث كان مع بني أمية وعندما تولي بنو العباس أرسلوا إليه رجلا يعتقد أنه عبدالله بن علي وهو في مسجد حران فأخرجه إلى باب المسجد فضرب عنقه.